# Baumkuchen
Baumkuchen (nemška izgovorjava: [ˈbaʊ̯mˌkuːxn̩] ⓘ) je vrsta peciva iz nemške kuhinje. Je tudi priljubljena sladica na Japonskem. Značilni obroči, ki se pojavijo na njenih rezinah, spominjajo na drevesne obroče in dajejo torti nemško ime Baumkuchen, kar dobesedno pomeni 'drevesna torta' ali 'hlodovinska torta'.

## Zgodovina
Kdo je prvič naredil Baumkuchen in kje je bila prvič spečena, je sporno. Ena teorija pravi, da so jo izumili v nemškem mestu Salzwedel, ki jo je mesto samo še bolj populariziralo. Druga teorija nakazuje, da se je začela kot madžarska poročna torta. V Ein neues Kochbuch (dobesedno Nova kuharska knjiga), prvi kuharski knjigi, ki jo je za profesionalne kuharje napisal Marx Rumpolt, je recept za Baumkuchen. Ta publikacija postavlja izvor Baumkuchena v leto 1581, leto, ko je bila kuharska knjiga prvič objavljena. Marx Rumpolt je pred tem delal kot kuhar na Madžarskem in Češkem.

## Značilnosti
Tradicionalno se Baumkuchen peče na ražnju tako, da se nanj nanesejo enakomerne plasti testa, nato pa se ražnjič vrti okoli vira toplote. Vsaka plast se pusti porjaveti, preden se vlije nova plast testa. Ko se torta odstrani in nareže, je vsaka plast ločena od naslednje z zlato črto, ki spominja na rastne obroče v prerezu drevesa. Tipičen Baumkuchen je sestavljen iz 15 do 20 plasti testa. Vendar pa se postopek nalaganja Baumkuchena lahko nadaljuje, dokler torta ni precej velika. Spretni slaščičarji so znani po tem, da ustvarjajo torte s 25 plastmi in težo več kot 45 kg. Ko se peče na ražnju, ni neobičajno, da je končni Baumkuchen visok od 0,91 do 1,22 m.
Sestavine za Baumkuchen so običajno maslo, jajca, sladkor, vanilija, sol in moka. Pecilni prašek ne velja za tradicionalno sestavino. Razmerje med moko, maslom in jajci je običajno 1:1:2 (tj. 100 gramov moke, 100 gramov masla in 200 gramov jajc). Recept lahko spremenimo z dodajanjem drugih sestavin, kot so mleti oreščki, med, marcipan, nugat in rum ali žganje, v testo ali nadev. Poleg tega je Baumkuchen lahko prelit s sladkorno ali čokoladno glazuro. Pri nekaterih receptih se popolnoma pečen in ohlajen Baumkuchen najprej premaže z marmelado ali marmelado, nato pa s čokolado.

## Različice
Baumkuchenspitzen, nemško za 'vrhove drevesne torte', so miniaturne različice Baumkuchen; pri njih se rezine celotne torte narežejo na majhne koščke, ki se nato običajno prelijejo s čokolado in zapakirajo.
Obstaja tudi preprostejša vodoravno plastna različica torte, imenovana Schichttorte. Peče se brez ražnja in zato nima okroglih obročev, temveč vodoravne plasti. Pri vodoravni različici z ražnjem dobimo Baumkuchen, ki je po obliki bolj podoben običajnim tortam. Pečemo ga lahko tudi v običajni gospodinjski pečici z žarom, medtem ko tradicionalna različica z ražnjem zahteva posebno opremo, ki je v povprečnem gospodinjstvu običajno ni. Vendar pa za razliko od različice z ražnjem prečni prerez Schichttorte manj spominja na drevesne obročke.

## Baumkuchen na Japonskem
Baumkuchen je ena najbolj priljubljenih tort na Japonskem, kjer se imenuje baumukūhen (バウムクーヘン). Zaradi svoje oblike obroča, podobne simbolu zen Ensō, ki simbolizira srečo, je priljubljeno darilo za poročne goste.
Na Japonsko jo je prvi prinesel Nemec Karl Joseph Wilhelm Juchheim. Juchheim je bil med prvo svetovno vojno v kitajskem mestu Qingdao, britanske in japonske sile pa so začele obleganje Qingdaa. Karl je služil kot vojak v Landsturmu. Po padcu Qingdaa so Karla poslali v taborišča za vojne ujetnike na Japonskem. Po vojni je Juchheim začel izdelovati in prodajati tradicionalno sladico na nemški razstavi v Hirošimi leta 1919. Morda je spekel prvi japonski Baumkuchen pred razstavo v Ninošimi. Nadaljnji uspeh mu je omogočil, da se je preselil v Jokohamo in odprl pekarno, vendar je bila ta uničena v velikem potresu v Kantu leta 1923, zaradi česar je moral svoje poslovanje preseliti v Kobe, kjer je ostal do konca druge svetovne vojne. Nekaj let pozneje se je njegova žena vrnila, da bi pomagala japonskemu podjetju odpreti verigo pekarn pod imenom Juchheim, ki je še dodatno pripomogla k širjenju priljubljenosti Baumkuchna na Japonskem in še vedno deluje.